# Aledmys Díaz
Aledmys Díaz Serrano (né le 1er août 1990 à Santa Clara, Cuba) est un joueur d'arrêt-court des Astros de Houston de la Ligue majeure de baseball.

## Carrière

### Cuba
À Cuba, Aledmys Díaz joue de 2007 à 2011 pour Villa Clara en Serie Nacional de Béisbol. En cinq saisons, sa moyenne au bâton s'élève à ,308 et sa moyenne de présence sur les buts à ,401.
Le jeune Díaz habite dans son enfance à trois portes de la famille de José Fernández et son père, Rigoberto Díaz, ingénieur, ramène aux deux enfants de l'équipement de baseball de ses fréquents voyages hors du pays. Fernández, qui fait défection de Cuba et devient une vedette des Marlins de Miami, déclara : « Je suis convaincu que je suis joueur de baseball grâce à son père ».

#### Défection de Cuba
Aledmys Díaz fait défection de Cuba en juillet 2012, alors qu'il se trouve avec l'équipe nationale aux Pays-Bas pour un tournoi. Il s'entraîne en 2012 et 2013 à México et Culiacán, au Mexique, mais il ment sur son âge lorsqu'il remplit les documents requis par la Ligue majeure de baseball et en conséquence ne peut obtenir le statut d'agent libre avant le 19 février 2014
.

### Ligue majeure de baseball
Le 9 mars 2014, Díaz signe avec les Cardinals de Saint-Louis un contrat de 8 millions de dollars US pour 4 saisons.
Après avoir occupé diverses positions au champ intérieur durant sa carrière à Cuba, Díaz évolue presque exclusivement au poste d'arrêt-court avec les clubs de ligues mineures affiliés aux Cardinals en 2014 et 2015.
Une blessure au vétéran joueur d'arrêt-court des Cardinals, Jhonny Peralta, durant l'entraînement de printemps en 2016 donne la chance à Aledmys Díaz d'amorcer la saison 2016 avec Saint-Louis. Il joue son premier match dans le baseball majeur le 5 avril 2016. Il connaît une excellente saison recrue qui lui vaut une invitation au match d'étoiles de mi-saison. En 111 matchs des Cardinals en 2016, Díaz compile 121 coups sûrs, 17 circuits et 65 points produits. Sa moyenne au bâton se chiffre à ,300. Il termine 5e du vote de fin d'année désignant la meilleure recrue de la Ligue nationale.